# تشارلي بيكر (لاعب كرة قاعدة أمريكي)
تشارلي بيكر (بالإنجليزية: Charlie Baker)‏ هو لاعب كرة قاعدة أمريكي، ولد في 15 يناير 1856 في West Boylston, Massachusetts ‏ في الولايات المتحدة، وتوفي في 15 يناير 1937 في مانشستر في الولايات المتحدة.

## وصلات خارجية
- تشارلي بيكر (لاعب كرة قاعدة أمريكي) على موقعبيزبول رفرنس.كوم (الدوري الرئيسي) (الإنجليزية)
- تشارلي بيكر (لاعب كرة قاعدة أمريكي) على موقعبيزبول رفرنس.كوم (الدوري الثانوي) (الإنجليزية)